# Józef Weres
Józef Weres (ros. Юзеф Николаевич Верес, ur. 25 kwietnia 1922 we wsi Stawrowka obecnie w rejonie iwankowskim w obwodzie kijowskim, zm. 12 grudnia 1995 tamże) – radziecki wojskowy, starszyna.

## Życiorys
Urodził się w polskiej rodzinie chłopskiej. W 1934 skończył szkołę podstawową, później pracował jako brygadzista w warsztacie. W lipcu 1941 został powołany do Armii Czerwonej, od listopada 1943 uczestniczył w wojnie z Niemcami, walczył na 1 Froncie Ukraińskim jako żołnierz 796 pułku piechoty 141 Dywizji Piechoty 60 Armii. Brał udział w wyzwalaniu Prawobrzeżnej Ukrainy, operacji żytomiersko-berdyczowskiej i rówieńsko-łuckiej. Od końca lutego 1944 walczył w składzie 1 Gwardyjskiej Armii, biorąc udział w operacji proskurowsko-czerniowieckiej, rozbiciu niemieckiej 1 Armii Pancernej pod Kamieńcem Podolskim i Stanisławowa. W sierpniu 1944 wraz z dywizją został włączony w skład 4 Frontu Ukraińskiego i we wrześniu 1944 przekroczył granicę Czechosłowacji. 12 września 1944 brał udział w walkach w rejonie Preszowa, gdzie granatami przeciwpancernymi zniszczył stanowisko moździerzowe wroga, a ogniem z karabinu maszynowego unicestwił do plutonu wrogów; przy odpieraniu kontrataku zabił 8 niemieckich żołnierzy. W końcu października 1944 wraz z dywizją został włączony w skład 7 Gwardyjskiej Armii 2 Frontu Ukraińskiego, w grudniu 1944 brał udział w walkach w rejonie Nowych Zamków, zabijając ponad 10 niemieckich żołnierzy i 3 biorąc do niewoli. 26 marca 1945 walczył w rejonie Komárna, zadając Niemcom duże straty. W 1947 został zdemobilizowany w stopniu starszyny, po powrocie do rodzinnej wsi został zastępcą przewodniczącego kołchozu. W 1973 został członkiem KPZR.

## Odznaczenia
- Order Wojny Ojczyźnianej I klasy
- Order Sławy I klasy (15 maja 1946)
- Order Sławy II klasy (24 stycznia 1945)
- Order Sławy III klasy (30 września 1944)

I medale.